# Pouvoir (philosophie)
Pour les articles homonymes, voir Pouvoir.
En philosophie le pouvoir (qui vient du verbe pouvoir qui signifie « avoir la capacité » ou « avoir la possibilité » de faire, de percevoir, etc.) est par essence un concept relationnel. Là où l'autorité peut être assimilée avec une substance, un phénomène émanant d'une instance, le pouvoir en diffère en ce qu'il met en relation des termes.
La violence est quant à elle l'usage ou la mise en oeuvre d'un pouvoir, une sorte de passage à l'acte, quand le pouvoir lui-même ne nécessite le plus souvent que la menace, souvent implicite.

## Définition générale
En tant que relation, le pouvoir possède une dimension dissymétrique, puisqu'il vise à produire entre les acteurs une forme d'obéissance aux commandements. Le pouvoir ne s'entend cependant pas uniquement dans une dimension verticale. Les philosophes et théoriciens modernes ont inscrit la question du pouvoir et celle de la légitimité politique au cœur de leurs problématiques. De fait, le pouvoir est par nature limité, et repose sur un consentement : toute relation dissymétrique reposant en partie sur l'adhésion des parties contractantes aux effets de celle-ci. Cet entrelacement entre pouvoir et droit est le principal héritage des théories modernes concernant la liberté des individus à obéir à un pouvoir ou non. La question de la contestation du pouvoir est par ailleurs une conséquence directe de la limitation de celui-ci :  La source de ces contestations peut être la loi, un thème politique particulier, une négation même de l'idée de pouvoir. Pour certains philosophes, le pouvoir est à l'inverse une relation strictement horizontale et ne se constitue que dans l'expérience collective, au sein d'une réalité que serait l'espace public.
L’espace public est cet élément du « pouvoir avec » où des relations se nouent sur la base de délibérations et de décisions qui ne deviennent politiques que d’être ainsi mises en commun. La question du partage des compétences cesse d’être technique à partir du moment où le pouvoir n’existe que d’être partagé. Par exemple, lorsqu'on dit que l'on peut faire quelque chose, cela veut dire que :
- on en possède la capacité ;
- personne ne nous en empêche ;
- on ne craint pas les conséquences ;
- concernant certaines formes d'expression, on dit simplement qu'on ne « peut pas » ;

Le pouvoir est donc proche de la question de la possibilité. Si l'on n'a pas la capacité, on ne peut pas. On ne peut que si personne ne nous entrave le chemin. Si on est paralysé par la peur, on est dans l'impossibilité. Il y a donc un ensemble de conditions pour avoir le pouvoir, c'est-à-dire avoir la possibilité de faire quelque chose. Il existe aussi différentes échelles auxquelles le pouvoir s'exerce, différents domaines dans lesquels il peut s'incarner, se déployer, se contester.

## Pouvoir individuel
À l'échelle individuelle, avoir le pouvoir signifierait avoir la possibilité de faire. Le tout dans les limites imposées par la réalité. On ne peut pas, par exemple, s'envoler avec ses bras. Le pouvoir est limité du fait que nos corps et esprit sont conditionnés : par les lois de la physique, celles extérieures à notre être (la gravité, la pression atmosphérique, etc.) comme celles constitutives de celui-ci (la forme des bras, la matière de la peau, etc. : nous ne sommes pas des oiseaux).
Le pouvoir personnel, individuel, est limité par les lois de la physique et par notre condition humaine. Ainsi, en second lieu, que par l'interdépendance entre les êtres. Deux personnes ne peuvent produire des actions à la fois simultanées et incompatibles. La notion de pouvoir individuel entraîne des paradoxes que l'on ne peut dépasser qu'en dépassant la notion d'ego. On parlera alors de l'intérêt général, ou intérêt collectif, d'éthique, de la société etc.

## Pouvoir politique
Le terme démocratie signifie étymologiquement « pouvoir du peuple ». La question de savoir qui détient le pouvoir (individu, classe sociale, groupe d'individus constitué de différentes manières, ensemble de la population), comment il l'a obtenu et comment il peut le perdre, détermine le niveau démocratique d'un régime politique - pouvant aller de la dictature à la démocratie directe.
Dans un système simple, le pouvoir ne peut être que rapport de forces (force morale ou force physique). Mais les sociétés humaines sont complexes, et il existe tout un réseau d'obligations réciproques qui lient les gens, et les obligent à (ou les empêchent de) se comporter d'une certaine façon quand ils sont placés dans certaines conditions, au risque, sinon, de tout perdre ou d'être emprisonné.
Il y a donc de nombreuses situations de pouvoir, et de multiples façons de classer l'exercice du pouvoir
- par son mode d'action (moral, physique, etc.)
- par sa cible (la personne, ses biens, ses relations, ses déplacements, ses communications, etc.)
- par son canal (presse, parole directe, audio-visuel, etc.)
- par son mode (conviction, contrainte, négociation, etc.)
- par sa portée (proposition, ratification, veto, etc.)
- etc.

### Découpage ternaire traditionnel du pouvoir politique
Traditionnellement, les sociétés humaines opèrent un découpage ternaire (correspondant à trois divinités primordiales formant trois faces d'une même totalité) :
- le pouvoir législatif et judiciaire, celui du conseil des sages qui rappelle le passé, la norme, mais n'agit pas, ordre traditionnel,
- le pouvoir exécutif, celui du présent immédiat, celui du chef qui ordonne seul et agit lui-même si nécessaire,
- le pouvoir narratif, celui du barde qui construit le futur, ce qui deviendra, ultérieurement, le passé, en observant l'enchaînement des événements, depuis leur origine jusqu'aux conséquences de l'(in)action de l'exécutif, en passant par la conformité (ou non) de cette action avec les procédures et propositions.

Plus récemment, cette conception fortement marquée par un sens religieux de la communauté a perdu de sa pertinence. En effet, cette conception renvoie implicitement à une métaphysique de la communauté comme autonome et préexistante, alors que la dissolution du religieux fait apparaître le lien circulaire entre pouvoir et force, droit, et entité politique.

### Analyse pragmatique des relations de pouvoir
Ainsi ont pu apparaître des analyses plus pragmatiques.
L'analyse structurelle s'est attachée à analyser la position des uns et des autres sous l'angle de la sensibilité au pouvoir (faible à forte, sur un axe de gauche à droite) et d'influence (faible à forte, sur un axe de bas en haut), ce qui conduit à voir
- dans chaque domaine (la presse, l'argent, la loi, etc.)
- une matrice statique à quatre positions typiques (décrite dans le sens des aiguilles d'une montre)
  - faible sensibilité + faible influence
  - faible sensibilité + forte influence
  - forte sensibilité + forte influence
  - forte sensibilité + faible influence
- un réseau dynamique entre ces quatre positions, composé de six relations, correspondant à douze actions possibles (une action de chacune des quatre positions vers les trois autres)

Tout cela décrit un espace complexe, dans lequel chacun peut jouer certains « coups » selon sa position, qui modifie l'espace relationnel pour les autres acteurs.

### Division contemporaine des pouvoirs
L'intuition de Montesquieu est que l'évolution naturelle des systèmes politiques est de concentrer les pouvoirs et de simplifier les rapports, qui peuvent alors dégénérer en rapports de force. Et qu'il faut donc tout mettre en œuvre pour favoriser la séparation des pouvoirs.
On distingue différentes formes de pouvoir :
- au sein du pouvoir politique : 
  - Le pouvoir exécutif ou gouvernemental
  - Le pouvoir judiciaire
  - Le pouvoir législatif
  - L'expression quatrième pouvoir, née aux États-Unis, désigne les médias de masse (principalement la presse et la télé).

Enfin, certains considèrent qu'Internet, plus particulièrement les blogs, représentent un « cinquième pouvoir ». Ils jugent en effet que les blogs sont écrits par le peuple, contrairement aux médias professionnels.

## Pouvoir économique et division du travail
La nature du pouvoir économique, qui se propage dans la politique, prend son essence dans une division entre le vouloir absolu et le faire absolu. Le désir d’une classe dominante qui exerce son pouvoir sur une classe dominée qui accomplit le vouloir, c'est-à-dire le faire. Cette division semble apparaître à partir du moment où l’hominien devient faber. À l’origine, la production d’outils avait pour utilité de perfectionner l’activité cynégétique. L’outillage qu’avait développé l’hominien demandait un investissement personnel d’effort physique et de temps. Puisqu’il était impossible d’aller à la chasse et de produire l’arme au même moment, le chasseur devait s’assurer d’avoir préparé ses outils préalablement. C’est dans un désir d’économiser sur l’investissement initial qu’est apparue la scission entre vouloir et faire : l’individu qui voulait passer son temps à autre chose avait besoin qu’un autre produise le matériel de chasse à sa place.

## Le pouvoir et ses masques

### La politique: domination ou liberté?
Le pouvoir serait d'après Max Weber la catégorie cardinale de la politique : « nous entendrons par politique l'ensemble des efforts que l'on fait en vue de participer au pouvoir ou d'influencer la répartition du pouvoir, soit entre les États, soit entre les divers groupes à l'intérieur d'un même État ». Or, le terme pouvoir n'est pas très clair. Le pouvoir est exercé par des hommes, et sur d'autres hommes, dont il s'agit de se faire obéir, mais il évoque irrésistiblement l'idée d'une efficacité sur les choses, d'une maîtrise de la matière par la technique et les processus qu'elle met en œuvre. Le pouvoir ne se réduit pourtant pas à la violence, même si elle est selon Max Weber le moyen spécifique de l'État, qui entend s'en assurer le monopole. « Le plus fort n'est jamais assez fort pour être toujours le maître, s'il ne transforme sa force en droit et l'obéissance en devoir » (Rousseau, Du Contrat social). Le pouvoir a donc besoin d'autorité, c'est-à-dire d'être augmenté, par la tradition, ou les particularités exemplaires d'un chef, ou la légalité. On n'obéit pas à proprement parler à la force, puisque l'obéissance suppose reconnaissance et donc, paradoxalement, liberté. L'obéissance parfaite renferme une contradiction, dans la mesure où elle prendrait la forme d'un mécanisme, exclurait toute collaboration, toute « servitude volontaire » (La Boétie). Weber, sans doute en raison de la défaite de l'Allemagne en 1918, n'était pas tendre avec la démocratie. En revanche, les Grecs avaient tenté de penser la politique à partir de leur propre organisation en Cités, polis. Pour eux le domaine de la polis était celui de la liberté, rappelle Hannah Arendt. Il excluait donc la contrainte, la soumission à la violence ou aux nécessités de la vie, caractéristiques de la servitude, y compris celle des peuples barbares, soumis à un monarque. À la femme, dont le domaine se confondait avec la maison, revenait l'existence purement privée. L'homme libre avait le privilège d'être, à des moments différents, producteur ou citoyen. L'obéissance à la loi ou à la discipline militaire n'avait de sens que dans la mesure où chacun pouvait, tour à tour, commander ou obéir.

### Rhétorique et idéologie
Jürgen Habermas opposera cet agir communicationnel, qui permet d'interpréter en commun une situation et de s'accorder sur la conduite à tenir, à une conception technocratique de la communication, où on cherche simplement à maîtriser l'autre par le discours. Or les rhéteurs de l'Antiquité se faisaient déjà forts de réserver de fait l'exercice du pouvoir politique à leurs élèves, dans la mesure où ils maîtriseraient les techniques de la parole. Cet usage pervers du verbe, critiqué par Socrate, doit être distingué, plus encore que de la propagande, de l'idéologie. Certes, dans un cas comme dans l'autre, il s'agit d'influencer la représentation de la réalité. Mais l'idéologie se soucie moins des contenus que des cadres, afin d'instrumentaliser la vision du monde des dominés. Il est vrai que Socrate ne cesse de reprocher aux orateurs leurs connivence avec l'opinion; pour lui, cependant, l'opinion ne fait pas système, elle se caractérise tout au contraire par son inconsistance. C'est précisément Platon qui propose d'adosser sa République à des mythes cohérents et mensongers. Plus que l'aliénation idéologique, qui a focalisé l'attention des marxistes, Michel Foucault a étudié les différentes technologies du pouvoir, la manière dont se mettent en place des mécanismes de discipline, de surveillance et d'exclusion qui se diffusent dans le corps social, de la caserne à l'usine, en passant par l'hôpital, l'école et la prison; qui assujettissent au contrôle non seulement les dominés mais aussi les dominants, le tout avec le minimum de violence ouverte. Si ces technologies concernent avant tout le comportement, elles entraînent la collaboration plus ou moins forcée de ceux qui s'y trouvent pris. Ce n'est pas conformisme, mais intériorisation : on est sinon épié à chaque instant, du moins susceptible de l'être. L'ouvrier, dont le travail est mesuré par le chronomètre, n'a pas vraiment le choix de se soustraire aux exigences productivistes.

### De l'idéologie à la techno-logie
On le voit, assimiler la mort du politique à la libération de l'individu est une illusion, puisqu'il existe des formes de contrôle qui se veulent apolitiques, issues des sciences humaines, et qui consistent à substituer à la volonté et à l'action humaine, toujours empreintes de contingence, un mécanisme implacable ; ou même à constituer l'homme en animal réactif, entièrement soumis à l'action exercée sur lui. Il ne s'agit plus d'écraser ou de sermonner l'individu, mais de le dresser par de menues et multiples procédures, de l'ordre de la « microphysique du pouvoir » (Foucault), de contrôler son corps plus que son esprit. Dans une veine rousseauiste, Alain considérait que mieux valait être confronté à la nécessité naturelle qu'à l'arbitraire, car il ne viendrait à l'esprit de personne de s'humilier pour apitoyer une loi de la nature. On ne prie un volcan de nous épargner que si on lui accorde une volonté comparable à la nôtre. Sinon, on se contente prudemment de construire sa maison plus loin. Cependant, le cas d'un mécanisme fait précisément pour nous asservir représente un autre cas de figure. Le panoptique imaginé par Bentham n'a pas d'autre fonction que de réduire le surveillé à une parfaite visibilité. Il ne dispose plus de l'opacité nécessaire pour mettre en place une riposte, une contre-stratégie. Il est transformé en objet. Les technologies du pouvoir tirent leur force de ce qu'elles ne sont pas de simples impostures idéologiques, qui donnent à un intérêt contingent l'aspect d'une nécessité naturelle, ou divine. Ce n'est pas la même chose que de croire que les machines sont faites pour soulager le labeur des ouvriers, alors qu'elles sont conçues pour accroître la productivité, et de ne pouvoir parler librement à personne, parce que chacun a intérêt à pratiquer la délation pour se nourrir ou même survivre. Cependant, les deux se recouvrent dès qu'on nous présente un ordre implacable, sans faille aucune, là où il y a en réalité place pour le choix, individuel ou collectif. Car le mot idéologie recouvre une dualité : l'idéologie augmente l'autorité du pouvoir, en particulier politique, d'une plus-value (Ricœur). Mais l'idéologie sert aussi à dissimuler les relations de pouvoir, en prétendant les inscrire dans la nature des choses. Autrefois, l'on invoquait surtout le bon sens, mais la technique, ou plutôt la techno-logie (selon le jeu de mots de Jacques Ellul) se prête mieux encore à ce rôle : pour être pleinement efficaces, une machine ou un outil doivent obéir à des impératifs de structure très précis. En ce sens, la technocratie a aussi une fonction idéologique, qui consiste à évacuer le politique, en tout cas à le déguiser, sous prétexte qu'il n'y a jamais qu'une seule méthode qui soit la plus efficace de toutes, qu'il n'y a donc pas de choix, mais seulement des calculs.

## Position de l'Église catholique
Dans l'encyclique Sollicitudo Rei Socialis (1987), Jean-Paul II considère que la soif de pouvoir est, avec le désir exclusif du profit, l'un des éléments caractéristiques des structures de péché (péché social).